# 아마우치촌
아마우치촌(일본어: 余内村)은 일본 교토부 가사군에 있던 촌이다. 현재의 마이즈루시 중부에 해당한다.

## 역사
- 1889년 4월 1일 - 정촌제 시행에 의해 12촌의 구역을 가지고 성립하였다.
- 1902년 6월 1일 - 오아자 아마루베카미, 아마루베시모, 와다, 나가하마가 분립해, 나카마이즈루정이 성립하였다.
- 1936년 8월 1일 - 마이즈루정에 편입, 동일 아마우치촌은 페지되었다.

## 교통

### 철도
촌역에 철도성 마이즈루선이 지나가지만 역은 소재하지 않았다.

### 도로
- 단고 가도 (현 국도 제27호선))

## 참고문헌
- 가도카와 일본 지명 대사전 26 京都府